# Van Buren (Nowy Jork)
Van Buren – miasto w Stanach Zjednoczonych, w stanie Nowy Jork, w hrabstwie Onondaga.